# Nati il 30 gennaio
| Questa pagina contiene informazioni ricavate automaticamente dalle voci biografiche con l'ausilio del template Bio e di un bot. L'aggiornamento è periodico e automatico e ricostruisce completamente la pagina. Se manca una persona in questa lista, sei pregato di non aggiungerla, ma accertati piuttosto che la sua voce biografica contenga il template Bio e che i dati anagrafici siano correttamente compilati. Se il template Bio manca, inseriscilo tu stesso o, in alternativa, metti l'avviso {{tmp\|Bio}} che ne segnala la mancanza. Se i dati riportati sono sbagliati, correggi direttamente la voce biografica; le modifiche saranno visibili in questa lista entro pochi giorni. Per chiarimenti vedi il progetto biografie. La lista contiene solo le 1.144 persone che sono citate nell'enciclopedia e per le quali è stato implementato correttamente il template Bio. Pagina aggiornata al 13 ago 2025. |

## I secolo a.C.(1)
- 59 a.C. - Livia Drusilla, nobildonna romana († 29)

## II secolo(1)
- 133 - Didio Giuliano, imperatore romano († 193)

## XV secolo(5)
- 1429 - Allegretto Allegretti, storico e politico italiano († 1497)
- 1429 - Humphrey FitzAlan, XV conte di Arundel, nobile inglese († 1438)
- 1484 - Franciabigio, pittore italiano († 1525)
- 1491 - Francesco Maria Sforza, conte italiano († 1512)
- 1500 - Fernando di Castiglia e Mendoza, conte di Marin, nobile spagnolo († 1574)

## XVI secolo(8)
- 1505 - Thomas Tallis, compositore inglese († 1585)
- 1544 - Giorgio Basta, generale e mercenario italiano († 1607)
- 1566 - Alessandro Piccinini, compositore, liutista e scrittore italiano († 1638)
- 1573 - Giorgio Federico di Baden-Durlach, sovrano († 1638)
- 1580 - Gundacaro del Liechtenstein, principe, militare e diplomatico († 1658)
- 1581 - Cristiano di Brandeburgo-Bayreuth, nobile tedesco († 1655)
- 1582 - Giorgio II di Pomerania, nobile tedesco († 1617)
- 1590 - Anne Clifford, nobile e mecenate inglese († 1676)

## XVII secolo(19)
- 1609 - Wenzel Eusebius von Lobkowicz, nobile e politico ceco († 1677)
- 1614 - Nicolas Saboly, poeta e musicista francese († 1675)
- 1615 - Thomas Rolfe, inglese († 1680)
- 1617 - William Sancroft, arcivescovo anglicano britannico († 1693)
- 1617 - Isaac de Porthau, abate, militare e agente segreto francese († 1712)
- 1619 - Michelangelo Ricci, cardinale e matematico italiano († 1682)
- 1621 - Giorgio II Rákóczi, principe († 1660)
- 1628 - George Villiers, II duca di Buckingham, nobile, politico e poeta inglese († 1687)
- 1649 - Lionel Tollemache, III conte di Dysart, nobile e politico scozzese († 1727)
- 1661 - Charles Rollin, storico francese († 1741)
- 1667 - Costantino Grimaldi, filosofo, giurista e politico italiano († 1750)
- 1670 - Arnold Joost van Keppel, I conte di Albemarle, ufficiale olandese († 1718)
- 1673 - Marc-Antoine Legrand, attore teatrale e drammaturgo francese († 1728)
- 1681 - Anselmo Francesco di Thurn und Taxis, principe († 1739)
- 1686 - Francesco II Spinelli, VII principe di Scalea, nobile e filosofo italiano († 1752)
- 1692 - Francesco Pacca, arcivescovo cattolico italiano († 1763)
- 1693 - Maria Anna Carolina del Palatinato-Neuburg, nobile tedesca († 1751)
- 1697 - Johann Joachim Quantz, compositore e flautista tedesco († 1773)
- 1699 - Francesca Giuseppa di Braganza, principessa portoghese († 1736)

## XVIII secolo(46)
- 1703 - François Bigot, funzionario francese († 1778)
- 1708 - Georg Dionysius Ehret, pittore e disegnatore tedesco († 1770)
- 1710 - Raimondo di Sangro, esoterista, inventore e anatomista italiano († 1771)
- 1711 - Abraham Roentgen, ebanista tedesco († 1793)
- 1713 - Carlo Giuseppe Vespasiano Berio, presbitero e abate italiano († 1794)
- 1715 - Jean-Baptiste Lestiboudois, botanico e farmacista francese († 1804)
- 1716 - Carl Fredrik Adelcrantz, architetto svedese († 1796)
- 1717 - Giambattista Albertini, diplomatico e politico italiano († 1788)
- 1720 - Charles De Geer, entomologo svedese († 1778)
- 1721 - Bernardo Bellotto, pittore e incisore italiano († 1780)
- 1727 - József Batthyány, cardinale e arcivescovo cattolico ungherese († 1799)
- 1745 - Ernesto II di Sassonia-Gotha-Altenburg, duca tedesco († 1804)
- 1747 - Pedro de Alberni, politico, esploratore e generale spagnolo († 1802)
- 1748 - Federico V d'Assia-Homburg, sovrano († 1820)
- 1750 - Luisa di Danimarca, principessa danese († 1831)
- 1752 - Gouverneur Morris, politico statunitense († 1816)
- 1754 - Antonio Tadini, matematico e ingegnere italiano († 1830)
- 1754 - Leopoldina del Liechtenstein, principessa austriaca († 1823)
- 1757 - Luisa Augusta d'Assia-Darmstadt, principessa tedesca († 1830)
- 1759 - Giuseppe Leonardo Albanese, patriota e ufficiale italiano († 1799)
- 1761 - George Murray, vescovo anglicano britannico († 1803)
- 1761 - Antonio Vassalli Eandi, abate, fisico e matematico italiano († 1825)
- 1762 - Stefano Ticozzi, storico dell'arte italiano († 1836)
- 1764 - Alessandro Maggiori, collezionista d'arte, scrittore e critico d'arte italiano († 1834)
- 1765 - Emanuele Custo, vescovo cattolico italiano († 1829)
- 1767 - Ulrich Jasper Seetzen, esploratore tedesco († 1811)
- 1768 - Karl Heinrich Venturini, teologo tedesco († 1849)
- 1768 - Amalia Enrichetta di Solms-Baruth, nobile tedesca († 1847)
- 1771 - George Bass, chirurgo, navigatore e esploratore britannico († 1803)
- 1771 - Jorge Tadeo Lozano, politico colombiano († 1816)
- 1774 - Samuel Butler, vescovo anglicano, filologo classico e pedagogista inglese († 1839)
- 1775 - Walter Savage Landor, scrittore inglese († 1864)
- 1778 - Francesco Arese Lucini, nobile e patriota italiano († 1835)
- 1778 - Giulio Cordero di San Quintino, numismatico e archeologo italiano († 1857)
- 1779 - Carl Ernst August Weihe, botanico tedesco († 1834)
- 1780 - Saverio Barbarisi, politico italiano († 1852)
- 1780 - Israel Pickens, politico statunitense († 1827)
- 1781 - Adelbert von Chamisso, poeta, scrittore e botanico francese († 1838)
- 1785 - Alexandre-Denis Abel de Pujol, pittore francese († 1861)
- 1785 - Charles Metcalfe, I barone Metcalfe, diplomatico e politico britannico († 1846)
- 1787 - Giovanni Santini, astronomo, matematico e scienziato italiano († 1877)
- 1788 - John William Fisher, chirurgo britannico († 1876)
- 1794 - Jacques Collin de Plancy, scrittore francese († 1881)
- 1794 - Cornelius Roosevelt, imprenditore statunitense († 1871)
- 1797 - Edwin Vose Sumner, generale statunitense († 1863)
- 1798 - Francis Cornu, drammaturgo francese († 1848)

## XIX secolo(177)
- 1801 - Pierre-Jean De Smet, gesuita e missionario belga († 1873)
- 1805 - Pietro Rota, arcivescovo cattolico italiano († 1890)
- 1805 - Philip Stanhope, V conte Stanhope, politico e storico inglese († 1875)
- 1811 - Felice Cantimorri, vescovo cattolico italiano († 1870)
- 1811 - Philothée O'Neddy, poeta e scrittore francese († 1875)
- 1811 - Constance Fox Talbot, fotografa britannica († 1880)
- 1813 - Samuel Prideaux Tregelles, teologo e filologo britannico († 1875)
- 1814 - Salvatore Giovanni Battista Bolognesi, vescovo cattolico italiano († 1899)
- 1814 - Ferdinand Schichau, ingegnere e imprenditore tedesco († 1896)
- 1816 - Nathaniel Banks, politico e generale statunitense († 1894)
- 1817 - Adolphe Yvon, pittore francese († 1893)
- 1818 - Franz de Paula Albert Eder, arcivescovo cattolico austriaco († 1890)
- 1818 - Artúr Görgei, patriota, chimico e ufficiale ungherese († 1916)
- 1822 - Cesare Francesco Ricotti-Magnani, generale e politico italiano († 1917)
- 1822 - Otto Volger, geologo e mineralogista tedesco († 1897)
- 1822 - Franz Ritter von Hauer, geologo austriaco († 1899)
- 1823 - Ignazio Persico, cardinale e arcivescovo cattolico italiano († 1895)
- 1825 - Vittore Ottolini, storico, giornalista e scrittore italiano († 1892)
- 1826 - Luigi Avogadro di Quaregna, politico italiano († 1900)
- 1826 - Gustave Lefrançais, politico francese († 1901)
- 1826 - Cristiano Lobbia, militare, politico e ingegnere italiano († 1876)
- 1826 - August de Maere d'Aertrycke, ingegnere e politico belga († 1900)
- 1827 - Martin Haug, orientalista tedesco († 1876)
- 1828 - Rainilaiarivony, politico malgascio († 1896)
- 1828 - Giuseppe Toscanelli, politico e patriota italiano († 1891)
- 1829 - Gaetano Brunetti, politico italiano († 1900)
- 1830 - Nazareno Gugliemi, brigante italiano
- 1831 - Henri Rochefort, letterato, giornalista e politico francese († 1913)
- 1832 - Aleksandr Silbernik, esperantista polacco († 1906)
- 1832 - Luisa Ferdinanda di Borbone-Spagna, principessa spagnola († 1897)
- 1833 - Marie Wilt, soprano austriaco († 1891)
- 1834 - Reinhold von Anrep-Elmpt, esploratore russo († 1888)
- 1834 - Gioacchino III di Costantinopoli, arcivescovo ortodosso ottomano († 1912)
- 1835 - Percy Scawen Wyndham, politico e ufficiale inglese († 1911)
- 1837 - Emanuele Ruspoli, nobile, politico e ingegnere italiano († 1899)
- 1838 - Giovanni Battista Casali del Drago, cardinale e patriarca cattolico italiano († 1908)
- 1838 - Francesco Jacovacci, pittore italiano († 1908)
- 1839 - John Francis Bentley, architetto inglese († 1902)
- 1839 - Franz Stockhausen, direttore d'orchestra tedesco († 1926)
- 1841 - Félix Faure, politico francese († 1899)
- 1841 - Ettore Filippini, patriota italiano († 1912)
- 1841 - William Joseph Walsh, arcivescovo cattolico irlandese († 1921)
- 1842 - Dario Mattei Gentili, arcivescovo cattolico italiano († 1912)
- 1844 - Moritz von Bissing, generale tedesco († 1917)
- 1845 - José Domingo de Obaldía, politico panamense († 1910)
- 1846 - Angela della Croce, religiosa spagnola († 1932)
- 1846 - Francis Herbert Bradley, filosofo inglese († 1924)
- 1846 - Adolphus FitzGeorge, ammiraglio inglese († 1922)
- 1846 - Katharine O'Shea, politica inglese († 1921)
- 1846 - Juan Antonio Pérez Bonalde, scrittore, poeta e traduttore venezuelano († 1892)
- 1847 - Joseph Maas, tenore inglese († 1886)
- 1848 - Frank Bowden, imprenditore inglese († 1921)
- 1848 - Ferdinand Mannlicher, inventore austriaco († 1904)
- 1849 - Josef Anton Schobinger, politico e architetto svizzero († 1911)
- 1850 - Ferdinando Fontana, commediografo, librettista e scrittore italiano († 1919)
- 1850 - Aleksander Gierymski, pittore polacco († 1901)
- 1851 - Jacob McGavock Dickinson, politico statunitense († 1928)
- 1852 - Ion Luca Caragiale, drammaturgo e scrittore rumeno († 1912)
- 1852 - Hubert Heron, calciatore inglese († 1914)
- 1853 - Annibale De Giacomo, medico e politico italiano
- 1853 - Beatrice DeMille, sceneggiatrice inglese († 1923)
- 1853 - Manuel Vitorino Pereira, politico brasiliano († 1902)
- 1855 - Ernesto Reinach, imprenditore italiano († 1943)
- 1858 - Gaston Calmette, giornalista francese († 1914)
- 1858 - Franz Gustav von Wandel, generale tedesco († 1921)
- 1859 - Henry Merrick Lawson, generale irlandese († 1933)
- 1859 - Edward Martyn, politico, attivista e drammaturgo irlandese († 1923)
- 1859 - Francesco Giuseppe di Nassau-Weilburg, principe tedesco († 1875)
- 1861 - Nicola Tancredi Cartella, generale italiano († 1916)
- 1861 - Charles Martin Loeffler, compositore e musicista tedesco († 1935)
- 1861 - Wilhelm Meyer-Lübke, linguista e filologo svizzero († 1936)
- 1862 - Walter Damrosch, compositore e direttore d'orchestra tedesco († 1950)
- 1862 - George MacDonald, numismatico e archeologo britannico († 1940)
- 1863 - Luigi Buscalioni, biologo e botanico italiano († 1954)
- 1863 - Joseph Jastrow, psicologo statunitense († 1944)
- 1864 - Maria Hardouin, nobile italiana († 1954)
- 1864 - James Mitchel, martellista, discobolo e tiratore di fune statunitense († 1921)
- 1864 - Luigi Volpicella, archivista, storico e araldista italiano († 1949)
- 1865 - Luigi Balzan, esploratore, naturalista e aracnologo italiano († 1893)
- 1867 - Augusto Majani, pittore e illustratore italiano († 1959)
- 1867 - Domenico Mezzadri, vescovo cattolico italiano († 1936)
- 1868 - Federico di Schaumburg-Lippe, principe tedesco († 1945)
- 1869 - Giovanni Gasti, criminologo e poliziotto italiano († 1939)
- 1869 - Giacomo Matté-Trucco, ingegnere italiano († 1934)
- 1870 - Luigi Airaldi, ciclista su strada italiano († 1949)
- 1870 - Claudius Regaud, medico e biologo francese († 1940)
- 1870 - Gaetano Samoggia, scultore e decoratore italiano († 1950)
- 1870 - Genoveva Torres Morales, religiosa spagnola († 1956)
- 1871 - Seymour Hicks, attore e produttore cinematografico inglese († 1949)
- 1871 - Wilfred Lucas, attore, regista e sceneggiatore canadese († 1940)
- 1872 - Eduard Bloch, medico austriaco († 1945)
- 1874 - Teresa Feoderovna Ries, scultrice austriaca († 1956)
- 1874 - Pier Ludovico Occhini, giornalista, scrittore e politico italiano († 1941)
- 1875 - Walter Middelberg, canottiere olandese († 1944)
- 1876 - Henrique Alvim Corrêa, illustratore brasiliano († 1910)
- 1876 - Mario Musso, militare italiano († 1915)
- 1877 - Maria Crocifissa Curcio, religiosa italiana († 1957)
- 1877 - Albert Sherbourne Le Souef, zoologo australiano († 1951)
- 1878 - A. H. Tammsaare, scrittore estone († 1940)
- 1878 - Italo Josz, pittore e violinista italiano († 1942)
- 1878 - Ubaldo Pittei, attore teatrale, regista e attore cinematografico italiano († 1930)
- 1878 - Aristodemo Zingarini, pittore italiano († 1944)
- 1879 - Gino Zappa, economista italiano († 1960)
- 1880 - Harold Bolingbroke Mudie, esperantista britannico († 1916)
- 1881 - Giulio Valotti, architetto e religioso italiano († 1953)
- 1882 - Francis Cromie, ufficiale irlandese († 1918)
- 1882 - Henry McCarty, sceneggiatore e regista statunitense († 1954)
- 1882 - Franklin Delano Roosevelt, politico statunitense († 1945)
- 1883 - Latino Barilli, pittore italiano († 1961)
- 1883 - Hildegard Burjan, politica austriaca († 1933)
- 1883 - Bartolomeo Cattaneo, aviatore italiano († 1949)
- 1883 - Eddie Collins, attore statunitense († 1940)
- 1883 - Alfhild Stormoen, attrice norvegese († 1974)
- 1884 - Richard Duckett, giocatore di lacrosse canadese († 1972)
- 1884 - Angelo Gardellin, ciclista su strada, pistard e scrittore italiano († 1963)
- 1884 - Percy Heath, sceneggiatore, commediografo e giornalista statunitense († 1933)
- 1884 - Luigi Nuvoloni, generale italiano († 1957)
- 1884 - Salvatore Pollicino, tenore italiano († 1961)
- 1884 - Pedro Pablo Ramírez, generale e politico argentino († 1962)
- 1885 - Percy Dwight Bentley, architetto statunitense († 1968)
- 1885 - George Dole, lottatore statunitense († 1928)
- 1885 - Iuliu Hossu, cardinale e vescovo cattolico romeno († 1970)
- 1886 - Alfonso Daniel Rodríguez Castelao, scrittore, saggista e medico spagnolo († 1950)
- 1886 - Annibale Comessatti, matematico italiano († 1945)
- 1886 - Luigi Gazzotti, compositore, direttore d'orchestra e fotografo italiano († 1923)
- 1886 - Stewart Rome, attore inglese († 1965)
- 1887 - June Mathis, sceneggiatrice e montatrice statunitense († 1927)
- 1887 - Lotte Pritzel, artista e costumista tedesca († 1952)
- 1887 - Jordi Rubió i Balaguer, bibliotecario, filologo e storico spagnolo († 1982)
- 1887 - Azaria Tedeschi, militare italiano († 1917)
- 1888 - Eberhardt Illmer, calciatore tedesco († 1955)
- 1888 - Hélène Jourdan-Morhange, violinista, scrittrice e critica musicale francese († 1961)
- 1888 - Astrid Noack, scultrice danese († 1954)
- 1889 - Antonio Caggiano, cardinale e arcivescovo cattolico argentino († 1979)
- 1889 - Giuseppe Gabbin, militare e aviatore italiano († 1917)
- 1889 - José Garibi y Rivera, cardinale e arcivescovo cattolico messicano († 1972)
- 1889 - Virgilio Mantegazza, schermidore italiano († 1928)
- 1890 - Bartolomeo Arrigoni, aviatore e militare italiano († 1918)
- 1890 - Vijaysinhji Chhatrasinhji, principe indiano († 1951)
- 1890 - Stewart Menzies, generale e agente segreto britannico († 1968)
- 1890 - Emilio Petiva, ciclista su strada italiano († 1980)
- 1890 - Emy Roeder, scultrice tedesca († 1971)
- 1890 - Albert Zürner, tuffatore tedesco († 1920)
- 1891 - Walter Herschel Beech, imprenditore e aviatore statunitense († 1950)
- 1891 - Emilio Notte, pittore italiano († 1982)
- 1891 - Francesco Pricolo, aviatore italiano († 1980)
- 1891 - Josè Felix de Lequerica, politico e diplomatico spagnolo († 1963)
- 1892 - Grigore Gafencu, diplomatico e politico rumeno († 1957)
- 1892 - Friedrich Heiler, storico delle religioni, teologo e vescovo luterano tedesco († 1967)
- 1892 - Oliver T. Marsh, direttore della fotografia statunitense († 1941)
- 1892 - Mario Rizzatti, militare italiano († 1944)
- 1893 - Enrico Crotti, allenatore di calcio e calciatore italiano († 1954)
- 1893 - Pietro Tresso, politico e antifascista italiano († 1943)
- 1894 - Giovanni Bertacchi, militare italiano († 1917)
- 1894 - Boris III di Bulgaria, sovrano bulgaro († 1943)
- 1894 - Aldo Del Monte, militare italiano († 1936)
- 1894 - René Dorme, aviatore e militare francese († 1917)
- 1894 - William Ward, III conte di Dudley, nobile e politico scozzese († 1969)
- 1895 - Jean Cassaigne, vescovo cattolico e missionario francese († 1973)
- 1895 - Marianne Golz, cantante lirica e attrice austriaca († 1943)
- 1895 - Wilhelm Gustloff, politico tedesco († 1936)
- 1897 - Rocco Vincenzo Agostino, avvocato e politico italiano († 1961)
- 1897 - Joop Carp, velista olandese († 1962)
- 1897 - Antonio Lepore, politico italiano († 1974)
- 1897 - Leopoldo d'Asburgo-Lorena, nobile austriaco († 1958)
- 1898 - Mario Chiesa, militare e prefetto italiano († 1938)
- 1898 - Ivan Karpov, pittore russo († 1970)
- 1898 - Russell Ohl, inventore e fisico statunitense († 1987)
- 1898 - Alfred Schläppi, bobbista svizzero († 1981)
- 1898 - Josip Scholz, calciatore jugoslavo († 1945)
- 1899 - Edward G. Boyle, scenografo canadese († 1977)
- 1899 - Anna Carena, attrice italiana († 1988)
- 1899 - Martita Hunt, attrice britannica († 1969)
- 1899 - Nadežda di Bulgaria, principessa bulgara († 1958)
- 1899 - Max Theiler, medico sudafricano († 1972)
- 1900 - Giorgio Braccesi, politico italiano († 1975)
- 1900 - Isaak Osipovič Dunaevskij, compositore e direttore d'orchestra sovietico († 1955)

## XX secolo(838)
- 1901 - Rudolf Caracciola, pilota automobilistico tedesco († 1959)
- 1901 - Hans Erich Nossack, scrittore, drammaturgo e giornalista tedesco († 1977)
- 1902 - Luigi Chiavellati, militare italiano († 1936)
- 1902 - Giovanni Battista Guidotti, pilota automobilistico e manager italiano († 1994)
- 1902 - Nat Hickey, cestista, giocatore di baseball e allenatore di pallacanestro statunitense († 1979)
- 1902 - Nikolaus Pevsner, storico dell'architettura e storico dell'arte tedesco († 1983)
- 1902 - Lőrinc Tritz, calciatore ungherese († 1970)
- 1903 - Slatan Dudow, regista e sceneggiatore bulgaro († 1963)
- 1903 - Vincenzo Visceglia, editore italiano († 1971)
- 1904 - Giorgio Bergamasco, politico e avvocato italiano († 1990)
- 1904 - Edoardo Giordano, pittore e ceramista italiano († 1974)
- 1904 - Joseph de Finance, presbitero, filosofo e teologo francese († 2000)
- 1904 - Aleksandrs Ābrams, calciatore lettone († 1958)
- 1905 - Charles Coward, militare britannico († 1976)
- 1905 - János Köves, calciatore ungherese († 1970)
- 1905 - Agostino La Lomia, scrittore italiano († 1978)
- 1905 - Eli Lotar, fotografo, regista e direttore della fotografia francese († 1969)
- 1905 - Greta Nissen, ballerina e attrice norvegese († 1988)
- 1905 - Emilio Segrè, fisico italiano († 1989)
- 1905 - John Thomas Toohey, vescovo cattolico australiano († 1975)
- 1905 - Max Walter, sollevatore tedesco († 1987)
- 1907 - Bruno Giraldi, calciatore italiano († 1990)
- 1907 - Aldo Perani, calciatore italiano († 1987)
- 1908 - Giorgio Cencetti, paleografo e archivista italiano († 1970)
- 1908 - Paul Herget, astronomo statunitense († 1981)
- 1908 - Enrico Poggi, velista italiano († 1976)
- 1908 - Massimo Poggi, dirigente sportivo italiano († 1976)
- 1908 - José Manuel Soares Louro, calciatore portoghese († 1931)
- 1908 - Roberto Vestrini, canottiere italiano († 1967)
- 1909 - Saul Alinsky, attivista e scrittore statunitense († 1972)
- 1909 - Armando Bucchi, calciatore italiano
- 1909 - Andrés Mejuto, attore spagnolo († 1991)
- 1909 - Hans-Joachim Schoeps, storico e filosofo tedesco († 1980)
- 1910 - Carola Höhn, attrice tedesca († 2005)
- 1911 - John Besford, nuotatore britannico († 1993)
- 1911 - René Duverger, sollevatore francese († 1983)
- 1911 - Roy Eldridge, trombettista statunitense († 1989)
- 1911 - Abderrahmane Farès, politico algerino († 1991)
- 1911 - Hugh Marlowe, attore statunitense († 1982)
- 1911 - Carmelo Marzano, poliziotto e questore italiano († 1983)
- 1911 - Lidia Storoni Mazzolani, scrittrice, giornalista e storica italiana († 2006)
- 1911 - Paris Pişmiş, astronoma armena († 1999)
- 1911 - Francisco Ponzán Vidal, anarchico spagnolo († 1944)
- 1911 - Ivan T. Sanderson, biologo e scrittore scozzese († 1973)
- 1912 - Natale Erbinovi, calciatore italiano
- 1912 - Herivelto Martins, compositore, musicista e cantante brasiliano († 1992)
- 1912 - Horst Matthai Quelle, filosofo tedesco († 1999)
- 1912 - Vasilij Sokolov, allenatore di calcio e calciatore sovietico († 1981)
- 1912 - Barbara Tuchman, scrittrice, giornalista e storica statunitense († 1989)
- 1912 - Jadwiga Wajs, discobola polacca († 1990)
- 1912 - Eileen Wearne, velocista australiana († 2007)
- 1912 - Holman Williams, pugile statunitense († 1967)
- 1913 - Giovanni Bonfiglio, judoka e karateka italiano († 1997)
- 1913 - Giorgio Cobolli, militare italiano († 1993)
- 1913 - Neda Naldi, attrice, scrittrice e sceneggiatrice italiana († 1993)
- 1913 - Tom Pendlebury, cestista canadese († 1975)
- 1913 - Alessandro Sagnotti, militare italiano († 2004)
- 1913 - Amrita Sher-Gil, pittrice ungherese († 1941)
- 1913 - Benedetto Stella, calciatore e allenatore di calcio italiano († 1993)
- 1913 - Athos Tanzini, schermidore italiano († 2008)
- 1914 - Vittorio Cottafavi, regista e sceneggiatore italiano († 1998)
- 1914 - John Ireland, attore canadese († 1992)
- 1914 - Henri Isemborghs, calciatore belga († 1973)
- 1914 - Rudolf Lehmann, militare tedesco († 1983)
- 1914 - Matteo Sciambra, presbitero italiano († 1967)
- 1914 - Rubens Tedeschi, giornalista, scrittore e critico musicale italiano († 2015)
- 1914 - David Wayne, attore statunitense († 1995)
- 1915 - Carlo Lorenzo Cazzullo, psichiatra italiano († 2010)
- 1915 - Dorothy Dell, attrice e cantante statunitense († 1934)
- 1915 - Horst Feistel, crittografo tedesco († 1990)
- 1915 - Anton Galler, militare austriaco († 1995)
- 1915 - Joachim Peiper, militare tedesco († 1976)
- 1915 - Baselios Mar Thoma Mathews II, vescovo cristiano orientale indiano († 2006)
- 1916 - Giovanni Battista Ceoletta, generale e aviatore italiano († 1981)
- 1917 - Joe Darion, paroliere statunitense († 2001)
- 1917 - Maria Floriani Squarciapino, archeologa e funzionaria italiana († 2003)
- 1917 - Paul Frère, pilota automobilistico, scrittore e giornalista belga († 2008)
- 1918 - Claudia Drake, attrice statunitense († 1997)
- 1918 - Josef Humpál, allenatore di calcio e calciatore cecoslovacco († 1984)
- 1918 - Yves Jamiaque, scrittore, drammaturgo e sceneggiatore francese († 1987)
- 1918 - David Opatoshu, attore e sceneggiatore statunitense († 1996)
- 1919 - Fred Korematsu, attivista statunitense († 2005)
- 1919 - Pacífico Marcos, medico e imprenditore filippino
- 1919 - Luigi Meschieri, psicologo italiano († 1985)
- 1920 - Michael Anderson, regista britannico († 2018)
- 1920 - Edera Cordiale, discobola italiana († 1993)
- 1920 - Machiko Hasegawa, fumettista giapponese († 1992)
- 1920 - Patrick Heron, pittore britannico († 1999)
- 1920 - Harold Johnson, cestista statunitense († 1999)
- 1920 - Delbert Mann, regista statunitense († 2007)
- 1920 - Luciano Serra, scrittore italiano († 2014)
- 1920 - George Skibine, ballerino e direttore artistico sovietico († 1981)
- 1921 - Ken Dagnall, arbitro di calcio britannico († 1995)
- 1921 - Carmelo Di Bella, allenatore di calcio e calciatore italiano († 1992)
- 1921 - Lidia Proietti, pianista italiana († 2014)
- 1921 - Renato Righetto, arbitro di pallacanestro brasiliano († 2001)
- 1922 - Isa Bartalini, direttrice del casting e sceneggiatrice italiana († 1996)
- 1922 - Maria Kamecka, cestista polacca († 2016)
- 1922 - Rosemary Kuhlmann, mezzosoprano e attrice teatrale statunitense († 2019)
- 1922 - Dick Martin, attore, regista televisivo e comico statunitense († 2008)
- 1922 - Giacomo Pezzotta, politico italiano († 2018)
- 1923 - Walt Dropo, giocatore di baseball, cestista e giocatore di football americano statunitense († 2010)
- 1923 - Leonid Gajdaj, regista, sceneggiatore e attore sovietico († 1993)
- 1924 - Lloyd Alexander, scrittore statunitense († 2007)
- 1924 - Ernie Calverley, cestista e allenatore di pallacanestro statunitense († 2003)
- 1924 - S. N. Goenka, insegnante birmano († 2013)
- 1924 - Dorothy Malone, attrice statunitense († 2018)
- 1924 - Karl-Heinz Narjes, politico e funzionario tedesco († 2015)
- 1924 - Leif Pedersen, calciatore norvegese († 1990)
- 1924 - Giorgio Pisanò, giornalista, saggista e politico italiano († 1997)
- 1924 - Margaret Yorke, scrittrice britannica († 2012)
- 1925 - Franco Alessio, storico della filosofia italiano († 1999)
- 1925 - Marilyn Buferd, attrice statunitense († 1990)
- 1925 - Douglas Engelbart, inventore e ingegnere statunitense († 2013)
- 1925 - Jack Kerris, cestista statunitense († 1983)
- 1925 - Kailash Sankhala, biologo e ambientalista indiano († 1994)
- 1925 - Jack Spicer, poeta statunitense († 1965)
- 1926 - Vasilij Aleksandrovič Archipov, militare sovietico († 1998)
- 1926 - Luciana Palombi, cantante lirica e attrice italiana († 2019)
- 1926 - Ippolito Pizzetti, saggista e traduttore italiano († 2007)
- 1926 - Luciano Rufino, sindacalista e politico italiano († 1985)
- 1926 - Romolo Tavoni, dirigente sportivo e imprenditore italiano († 2020)
- 1927 - Giorgio De Gaspari, illustratore, fumettista e pittore italiano († 2012)
- 1927 - Roberto Gottardi, architetto italiano († 2017)
- 1927 - Jef Nys, fumettista belga († 2009)
- 1927 - Olof Palme, politico svedese († 1986)
- 1927 - Luciano Pistoi, critico d'arte, gallerista e editore italiano († 1995)
- 1927 - Federico Sordillo, avvocato e dirigente sportivo italiano († 2004)
- 1928 - Gianni Brusamolino, artista italiano († 2021)
- 1928 - Kihnu Virve, cantante estone († 2022)
- 1928 - Mitch Leigh, compositore e produttore teatrale statunitense († 2014)
- 1928 - Harold Prince, produttore teatrale e regista teatrale statunitense († 2019)
- 1928 - Paul Seymour, cestista e allenatore di pallacanestro statunitense († 1998)
- 1929 - Isamu Akasaki, fisico e ingegnere giapponese († 2021)
- 1929 - Boštjan Hladnik, regista sloveno († 2006)
- 1929 - Morton Stevens, compositore statunitense († 1991)
- 1929 - Lucille Teasdale, medico canadese († 1996)
- 1930 - Samuel Byck, criminale statunitense († 1974)
- 1930 - Mir Abdolrez Daryabeigi, artista iraniano († 2012)
- 1930 - Gene Hackman, attore statunitense († 2025)
- 1930 - Alfred Herrhausen, banchiere tedesco († 1989)
- 1930 - Egon Klepsch, politico tedesco († 2010)
- 1930 - Jānis Krūmiņš, cestista sovietico († 1994)
- 1930 - Vsevolod Nestajko, scrittore ucraino († 2014)
- 1930 - Bengt Nyholm, calciatore svedese († 2015)
- 1930 - Nikolaj Pučkov, hockeista su ghiaccio sovietico († 2005)
- 1931 - Shirley Hazzard, scrittrice australiana († 2016)
- 1931 - Linda Nochlin, storica dell'arte e scrittrice statunitense († 2017)
- 1931 - Brian Upson, cestista e allenatore di pallacanestro canadese († 1982)
- 1931 - Robert Walter, giurista austriaco († 2010)
- 1932 - Lili Cerasoli, attrice italiana († 2022)
- 1932 - Gino Conforti, attore statunitense
- 1932 - Rino Di Silvestro, regista italiano († 2009)
- 1932 - Vladimír Heger, cestista e allenatore di pallacanestro ceco († 2021)
- 1932 - Darrow Hooper, pesista statunitense († 2018)
- 1932 - Ken Laufman, ex hockeista su ghiaccio canadese
- 1933 - Milena Blahoutová, cestista cecoslovacca († 2018)
- 1933 - Piero Corradini, orientalista italiano († 2006)
- 1933 - Dolores Michaels, attrice statunitense († 2001)
- 1933 - Luciano Nobili, calciatore italiano († 2016)
- 1933 - Sergio Renán, regista cinematografico, sceneggiatore e attore argentino († 2015)
- 1933 - Louis Rukeyser, giornalista statunitense († 2006)
- 1933 - Maximilian Schindele, dirigente d'azienda tedesco († 2013)
- 1934 - Francesco Mario Agnoli, ex magistrato e saggista italiano
- 1934 - Tammy Grimes, attrice e cantante statunitense († 2016)
- 1934 - Sven Lindberg, ex calciatore svedese
- 1934 - George Morrow, informatico statunitense († 2003)
- 1934 - Giovanni Battista Re, cardinale e arcivescovo cattolico italiano
- 1935 - Richard Brautigan, scrittore e poeta statunitense († 1984)
- 1935 - Elsa Martinelli, attrice e modella italiana († 2017)
- 1935 - Roberto Sardelli, presbitero e scrittore italiano († 2019)
- 1935 - Jean Tiberi, magistrato e politico francese († 2025)
- 1936 - Bayardo Abaunza, ex calciatore nicaraguense
- 1936 - Can Bartu, cestista e calciatore turco († 2019)
- 1936 - Liù Bosisio, attrice, doppiatrice e cabarettista italiana
- 1936 - Taïsija Čenčyk, altista sovietica († 2013)
- 1936 - Ladislav Falta, tiratore a segno cecoslovacco († 2021)
- 1936 - Renato Ghezze, ex giocatore di curling italiano
- 1936 - Kōji Sasaki, ex calciatore giapponese
- 1936 - Jean-Marie Tjibaou, politico e attivista francese († 1989)
- 1937 - Martín Almada, avvocato e attivista paraguaiano († 2024)
- 1937 - Jeanne Pruett, cantautrice e scrittrice statunitense
- 1937 - Bruno Fadini, informatico italiano († 2007)
- 1937 - Constant Goossens, ex ciclista su strada belga
- 1937 - Anđa Marković, cestista jugoslava († 2017)
- 1937 - Vanessa Redgrave, attrice e attivista britannica
- 1937 - Boris Spasskij, scacchista sovietico († 2025)
- 1937 - Roger Taylor, cestista statunitense († 2021)
- 1938 - Francesca Cortesi Bosco, storica dell'arte italiana († 2017)
- 1938 - Ugo Fangareggi, attore italiano († 2017)
- 1938 - Islom Karimov, politico uzbeko († 2016)
- 1938 - Paul Neumann, ex cestista statunitense
- 1938 - Norma Jean, cantante statunitense
- 1938 - Yutaka Toyama, maestro di karate giapponese
- 1938 - Ernesto Veronelli, tenore italiano
- 1939 - Sergio Bonassin, ex calciatore italiano
- 1939 - Jovan Miladinović, calciatore jugoslavo († 1982)
- 1939 - Gilberto Rodríguez Orejuela, criminale colombiano († 2022)
- 1939 - Alberto Suárez Inda, cardinale e arcivescovo cattolico messicano
- 1939 - Barbara Valmorin, attrice italiana († 2019)
- 1939 - Frank Wolf, politico statunitense
- 1939 - János Zsombolyai, direttore della fotografia, regista e sceneggiatore ungherese († 2015)
- 1940 - Teolinda Gersão, scrittrice portoghese
- 1941 - Sean Arnold, attore britannico († 2020)
- 1941 - Gregory Benford, autore di fantascienza e fisico statunitense
- 1941 - Ursula Brunner, nuotatrice tedesca († 2024)
- 1941 - Dick Cheney, politico statunitense
- 1941 - Tineke Lagerberg, ex nuotatrice olandese
- 1941 - Robert McKee, scrittore, sceneggiatore e drammaturgo statunitense
- 1941 - Gianfranco Sarchi, ex calciatore italiano
- 1941 - Mila Stanic, attrice e giornalista ceca
- 1942 - Marty Balin, cantante statunitense († 2018)
- 1942 - Heidi Brühl, cantante e attrice tedesca († 1991)
- 1942 - Camillo Gargano, velista italiano († 1999)
- 1942 - Gian Franco Gianotti, filologo classico italiano
- 1943 - Leonardo Chiariglione, ingegnere italiano
- 1943 - Wilma Roy, cantante italiana († 2014)
- 1943 - Gregory Rozakis, attore statunitense († 1989)
- 1943 - Giuseppe Specchia, politico italiano († 2020)
- 1944 - Frank Burrows, calciatore e allenatore di calcio scozzese († 2021)
- 1944 - Lynn Harrell, violoncellista statunitense († 2020)
- 1944 - Waldi Medeot, ex cestista e allenatore di pallacanestro italiano
- 1944 - Sharon Pratt, politica statunitense
- 1944 - Lorenzo Strik Lievers, politico italiano
- 1944 - Roberto Tancredi, dirigente sportivo e ex calciatore italiano
- 1945 - Meir Dagan, generale e agente segreto israeliano († 2016)
- 1945 - Floyd Flake, politico e pastore protestante statunitense
- 1945 - Cristina Rota, attrice argentina
- 1945 - Michele Russo, vescovo cattolico e missionario italiano († 2019)
- 1945 - Ljudmila Švecova, cestista sovietica († 2023)
- 1946 - Paul Alexander, avvocato e scrittore statunitense († 2024)
- 1946 - Ottorino Assolari, missionario e vescovo cattolico italiano
- 1946 - Paolo Benvenuti, regista, sceneggiatore e produttore cinematografico italiano
- 1946 - Antonio Colinas, poeta, romanziere e traduttore spagnolo
- 1946 - Roy Coyle, ex calciatore e allenatore di calcio nordirlandese
- 1946 - Ove Eklund, ex calciatore svedese
- 1946 - Gisella Giovenco, pittrice, stilista e pubblicista italiana
- 1946 - Christophe Pierre, cardinale e arcivescovo cattolico francese
- 1946 - Barry Yates, ex cestista statunitense
- 1947 - Ramiro Benavides, ex tennista boliviano
- 1947 - Małgorzata Braunek, attrice polacca († 2014)
- 1947 - Masaki Kashiwara, matematico giapponese
- 1947 - Steve Marriott, musicista e cantante britannico († 1991)
- 1947 - Barbara Wood, scrittrice britannica
- 1948 - Kokos Antōniou, ex calciatore cipriota
- 1948 - Black Bart, wrestler statunitense († 2025)
- 1948 - Giorgio Boatti, giornalista, scrittore e storico italiano
- 1948 - Nick Broomfield, regista britannico
- 1948 - Miguel Canto, ex pugile messicano
- 1948 - Sergio Cofferati, sindacalista e politico italiano
- 1948 - Gert Heidler, allenatore di calcio e ex calciatore tedesco orientale
- 1948 - Leonid Il'ičëv, ex nuotatore sovietico
- 1948 - Barbara Mendes, fumettista e pittrice statunitense
- 1948 - Ronnie Sharp, ex calciatore scozzese
- 1948 - Akira Yoshino, chimico giapponese
- 1949 - Peter Agre, biologo statunitense
- 1949 - Marino Bartoletti, giornalista, conduttore televisivo e autore televisivo italiano
- 1949 - Giovanni Carnicella, politico italiano († 1992)
- 1949 - Francisco Jesuíno Avanzi, calciatore e allenatore di calcio brasiliano († 2008)
- 1949 - Viktor Kratasjuk, canoista sovietico († 2003)
- 1949 - Michele Moro, ex calciatore italiano
- 1949 - Andrew Pattison, ex tennista zimbabwese
- 1949 - Jaak Salumets, ex cestista e allenatore di pallacanestro sovietico
- 1949 - Augusto Scala, ex calciatore italiano
- 1950 - Alberto Borghini, filologo classico, semiologo e antropologo italiano
- 1950 - Randy Brooks, attore statunitense
- 1950 - Ingo Emmerich, pilota motociclistico tedesco
- 1950 - Reinhold Kauder, ex canoista tedesco
- 1950 - Bahram Mavaddat, ex calciatore iraniano
- 1950 - Leili Pärnpuu, scacchista estone († 2022)
- 1950 - Donato Renzetti, direttore d'orchestra italiano
- 1950 - Trinidad Silva, attore statunitense († 1988)
- 1950 - Pietro Tulumello, fotografo italiano
- 1950 - Ralph Wilcox, attore e regista statunitense
- 1951 - Andy Anderson, batterista inglese († 2019)
- 1951 - Massimo Belli, attore e regista italiano
- 1951 - Antonio Caprarica, giornalista, scrittore e saggista italiano
- 1951 - Phil Collins, cantautore, polistrumentista e produttore discografico britannico
- 1951 - Charles S. Dutton, attore e regista statunitense
- 1951 - Margaret Moth, fotografa e fotoreporter neozelandese († 2010)
- 1951 - Bobby Stokes, calciatore inglese († 1995)
- 1951 - Mara Zampieri, soprano italiano
- 1952 - Erwin Hagedorn, assassino seriale tedesco († 1972)
- 1952 - Lorenz-Günther Köstner, allenatore di calcio e ex calciatore tedesco
- 1952 - Silvia Marcovici, violinista rumena
- 1952 - Henry Ward, cestista statunitense († 2016)
- 1953 - Laurentino Cortizo, politico panamense
- 1953 - Gian Cesare Discepoli, allenatore di calcio e ex calciatore italiano
- 1953 - Tijs Goldschmidt, scrittore e biologo olandese
- 1953 - Franca Lai, cantautrice italiana
- 1953 - Benoît Puga, generale francese
- 1953 - Vincenzo Spampinato, cantautore italiano
- 1953 - Steven Zaillian, sceneggiatore, regista e produttore cinematografico statunitense
- 1954 - Rahim Ademi, generale croato
- 1954 - Gianni Garrucciu, giornalista e scrittore italiano
- 1954 - Anton Milkov, calciatore bulgaro († 1979)
- 1954 - François Ndoumbé, ex calciatore camerunese
- 1954 - Nevio Orlandi, allenatore di calcio e ex calciatore italiano
- 1954 - Jude Thaddaeus Ruwa'ichi, arcivescovo cattolico tanzaniano
- 1955 - Vincent Aind, arcivescovo cattolico indiano
- 1955 - Julio Aparicio, ex calciatore peruviano
- 1955 - John Baldacci, politico statunitense
- 1955 - Sam Bick, ex calciatore statunitense
- 1955 - Angelo Bona, saggista italiano
- 1955 - Stefano Carrai, filologo, critico letterario e poeta italiano
- 1955 - Ľudmila Chmelíková, ex cestista cecoslovacca
- 1955 - Nolan Cromwell, ex giocatore di football americano e allenatore di football americano statunitense
- 1955 - Ian Edwards, ex calciatore gallese
- 1955 - Tom Izzo, allenatore di pallacanestro statunitense
- 1955 - Paola Marchesin, costumista italiana
- 1955 - Curtis Strange, golfista statunitense
- 1955 - Mychal Thompson, ex cestista bahamense
- 1956 - Óscar Arriaza, ex calciatore cileno
- 1956 - Sergio Ballo, costumista italiano
- 1956 - Kelvin Clark, ex giocatore di football americano statunitense
- 1956 - Ann Dowd, attrice statunitense
- 1956 - Kevin Moore, ex calciatore inglese
- 1956 - Hipólito Ramos, ex pugile cubano
- 1956 - Rick Robey, ex cestista statunitense
- 1956 - Anatolij Rybakov, ex nuotatore sovietico
- 1956 - Keiichi Tsuchiya, pilota automobilistico giapponese
- 1957 - Claudia Balboni, attrice, doppiatrice e direttrice del doppiaggio italiana
- 1957 - Cornel Durău, ex pallamanista rumeno
- 1957 - Polly Horvath, scrittrice statunitense
- 1957 - Sergio Luzi, doppiatore e direttore del doppiaggio italiano
- 1957 - Payne Stewart, golfista statunitense († 1999)
- 1958 - Vincent Bracigliano, ex calciatore francese
- 1958 - Brett Butler, attrice e scrittrice statunitense
- 1958 - Marek Łbik, ex canoista polacco
- 1958 - Alessandra Lunardi, matematica italiana
- 1958 - Marco Solfrini, cestista e dirigente sportivo italiano († 2018)
- 1959 - Steve Augeri, cantante statunitense
- 1959 - Cosimo Bolognino, ex arbitro di calcio italiano
- 1959 - Graziano Diana, regista e sceneggiatore italiano
- 1959 - Mark Eitzel, cantautore statunitense
- 1959 - Lutz Hoffmann, ginnasta tedesco orientale († 1997)
- 1959 - Alex Hyde-White, attore statunitense
- 1959 - Marco Lucchetti, scrittore italiano
- 1959 - Alessandro Paganessi, ex ciclista su strada e mountain biker italiano
- 1959 - Giuseppe Ploner, fondista italiano
- 1959 - Carlotta Sorba, storica italiana
- 1959 - Davide Tardozzi, dirigente sportivo e ex pilota motociclistico italiano
- 1959 - Sakīs Tsiōlīs, allenatore di calcio e ex calciatore greco
- 1959 - Jody Watley, cantautrice e produttrice discografica statunitense
- 1960 - Giuseppe Ascareggi, pilota motociclistico italiano
- 1960 - Chen Xinhua, ex tennistavolista cinese
- 1960 - Gerald Finley, basso-baritono canadese
- 1960 - Eddie Jones, ex rugbista a 15, allenatore di rugby a 15 e dirigente sportivo australiano
- 1960 - Jurij Korablin, politico, imprenditore e dirigente sportivo russo († 2016)
- 1960 - Shigeru Sarusawa, ex calciatore giapponese
- 1960 - Giuseppe Vegezzi, vescovo cattolico italiano
- 1960 - Mario Venezia, medico e politico italiano
- 1961 - Peter Loy Chong, arcivescovo cattolico figiano
- 1961 - Vicki Cunningham, ex cestista neozelandese
- 1961 - Susanna Fassetta, attrice e doppiatrice italiana
- 1961 - Sebastian Lindholm, pilota di rally finlandese
- 1961 - Liu Gang, fisico cinese
- 1961 - Peter Roth, allenatore di sci alpino e ex sciatore alpino tedesco
- 1962 - Abd Allah II di Giordania, sovrano giordano
- 1962 - Leonard Coleman, ex giocatore di football americano statunitense
- 1962 - Francesco Cuccovillo, ex calciatore italiano
- 1962 - Jennifer Hale, doppiatrice canadese
- 1962 - Mary Kay Letourneau, insegnante statunitense († 2020)
- 1962 - Maria Luisa Premier, ex cestista italiana
- 1962 - Melanie Walters, attrice gallese
- 1962 - Xu Xiaoliang, ex cestista cinese
- 1962 - Éric de Moulins-Beaufort, arcivescovo cattolico francese
- 1963 - Daphne Ashbrook, attrice statunitense
- 1963 - Tommaso Calderone, politico italiano
- 1963 - Enrique Cepeda Caballero, ex atleta paralimpico cubano
- 1963 - Herb Conaway, politico statunitense
- 1963 - Pam Fletcher, ex sciatrice alpina statunitense
- 1963 - Robert Jedicke, fisico e astronomo canadese
- 1963 - Tat'jana Komarova, ex cestista sovietica
- 1963 - Susanna Messaggio, showgirl, educatrice e attrice italiana
- 1963 - Susanna Padovani, ex cestista italiana
- 1963 - Shōko Tsuda, doppiatrice giapponese
- 1964 - Carlo D'Amore, scacchista italiano
- 1964 - Randy Fenoli, stilista e conduttore televisivo statunitense
- 1964 - Alberta Figari, dirigente d'azienda italiana
- 1964 - Marcel Jacob, bassista svedese († 2009)
- 1964 - Curtis Kitchen, ex cestista statunitense
- 1964 - Christer Majbäck, ex fondista svedese
- 1964 - Ihor Petrov, ex calciatore ucraino
- 1964 - Otis Smith, ex cestista, allenatore di pallacanestro e dirigente sportivo statunitense
- 1965 - Jesús Cabrero, attore spagnolo
- 1965 - Wolfgang Feiersinger, ex calciatore e allenatore di calcio austriaco
- 1965 - António Fonseca, allenatore di calcio e ex calciatore portoghese
- 1965 - Alberto Lavoradori, fumettista italiano
- 1965 - Claudio Palumbo, vescovo cattolico italiano
- 1965 - Hans-Peter Pohl, ex combinatista nordico tedesco
- 1965 - Saija Varjus, cantante finlandese
- 1966 - Danielle Goyette, ex hockeista su ghiaccio canadese
- 1966 - Ndouty Ndoye, ex cestista senegalese
- 1966 - Deborah Ochs, ex arciera statunitense
- 1966 - Andrej Skoč, politico e imprenditore russo
- 1966 - Kimitoshi Yamane, character designer giapponese
- 1967 - Norbert Leo Butz, attore e cantante statunitense
- 1967 - Sergej Čepikov, ex biatleta e fondista russo
- 1967 - Maya Harris, avvocata e scrittrice statunitense
- 1967 - Bill Leverty, chitarrista statunitense
- 1967 - Bruce Seldon, ex pugile statunitense
- 1967 - Gustavo Tolotti, cestista e allenatore di pallacanestro italiano († 2022)
- 1967 - Tino Vegar, ex pallanuotista e allenatore di pallanuoto croato
- 1967 - Giorgio Zanchini, giornalista, conduttore radiofonico e conduttore televisivo italiano
- 1967 - Marcelo Zunino, ex calciatore cileno
- 1968 - Eddy Bouwmans, ex ciclista su strada olandese
- 1968 - Agostino Casale, ex hockeista su ghiaccio canadese
- 1968 - Trevor Dunn, bassista statunitense
- 1968 - Filippo VI di Spagna, re spagnolo
- 1968 - Stanislav Kameník, ex cestista ceco
- 1968 - Bob Nardella, allenatore di hockey su ghiaccio e ex hockeista su ghiaccio statunitense
- 1969 - Flavio Anastasia, ex ciclista su strada italiano
- 1969 - Niccolò Bellagamba, giornalista italiano
- 1969 - Hendrik Jan Davids, ex tennista olandese
- 1969 - Aleksej Sergeevič Dreev, scacchista russo
- 1969 - Toshiya Miura, allenatore di calcio giapponese
- 1969 - Carl Oliver, ex velocista bahamense
- 1970 - Fiona Dolman, attrice britannica
- 1970 - Nikola Gino, ex calciatore albanese
- 1970 - Espen Haug, allenatore di calcio e ex calciatore norvegese
- 1970 - Marco Milesi, dirigente sportivo e ex ciclista su strada italiano
- 1970 - Yves Vanderhaeghe, allenatore di calcio e ex calciatore belga
- 1970 - Giulia Volpi, ex ginnasta, ballerina e coreografa italiana
- 1970 - Hans Vonk, ex calciatore sudafricano
- 1970 - Kimiya Yui, astronauta giapponese
- 1971 - Darren Boyd, attore britannico
- 1971 - Giuseppina Castiello, politica italiana
- 1971 - Maxence Cyrin, compositore, pianista e direttore d'orchestra francese
- 1971 - Barbara De Bortoli, doppiatrice italiana
- 1971 - Sergio Alejandro Hernández, ex calciatore venezuelano
- 1971 - Alessandro Pedroni, allenatore di calcio e ex calciatore italiano
- 1971 - Qian Hong, ex nuotatrice cinese
- 1971 - Roberto Silvera, arbitro di calcio uruguaiano
- 1972 - Tammy Cochran, cantautrice statunitense
- 1972 - Rubén Colón, ex cestista portoricano
- 1972 - Peder Fredricson, cavaliere svedese
- 1972 - Encarna Granados, ex marciatrice spagnola
- 1972 - Mike Johnson, politico statunitense
- 1972 - Wilkins Lauru, ex calciatore vanuatuano
- 1972 - Filippo Tamagnini, politico sammarinese
- 1973 - Libor Capalini, pentatleta ceco
- 1973 - Mihaela Ciobanu, pallamanista spagnola
- 1973 - Nicholas Gooch, ex pattinatore di short track britannico
- 1973 - Olivier Marceau, triatleta francese
- 1973 - Cinzia Monteverdi, dirigente d'azienda italiana
- 1973 - Yoshihiro Nishida, ex calciatore giapponese
- 1973 - Marisa Passera, conduttrice televisiva e conduttrice radiofonica italiana
- 1973 - Jože Poklukar, biatleta e fondista sloveno
- 1973 - Matjaž Poklukar, ex biatleta sloveno
- 1973 - Jordan Prentice, attore canadese
- 1973 - Jalen Rose, ex cestista e opinionista statunitense
- 1973 - Fredrik Söderström, ex calciatore svedese
- 1973 - Francisco Javier Sánchez González, ex calciatore messicano
- 1973 - Sharone Wright, ex cestista statunitense
- 1974 - Christian Bale, attore britannico
- 1974 - Natalija Burdejna, arciera ucraina
- 1974 - Olivia Colman, attrice britannica
- 1974 - Maren Eggert, attrice tedesca
- 1974 - Abdel El-Saqua, dirigente sportivo e ex calciatore egiziano
- 1974 - Jemima Goldsmith, sceneggiatrice, produttrice televisiva e giornalista inglese
- 1974 - Roger Hammond, dirigente sportivo, ex ciclista su strada e ciclocrossista britannico
- 1974 - Martina Jerant, ex cestista canadese
- 1974 - Andrea Maggi, docente, scrittore e personaggio televisivo italiano
- 1974 - Terquin Mott, ex cestista statunitense
- 1974 - Lucio Parrillo, artista italiano
- 1974 - Sebastián Rambert, allenatore di calcio e ex calciatore argentino
- 1974 - Reny Ribera, ex calciatore boliviano
- 1974 - Charlie Zaa, cantante colombiano
- 1974 - Boris Čatalbašev, scacchista bulgaro
- 1975 - Magnus Bäckstedt, ex ciclista su strada, pistard e dirigente sportivo svedese
- 1975 - Erol Bulut, allenatore di calcio e ex calciatore turco
- 1975 - Brian Fee, animatore, produttore cinematografico e regista statunitense
- 1975 - Giacomo Galanda, ex cestista e dirigente sportivo italiano
- 1975 - Leondino Giombini, ex pallavolista e allenatore di pallavolo italiano
- 1975 - Juninho Pernambucano, dirigente sportivo e ex calciatore brasiliano
- 1975 - Jay Larrañaga, ex cestista e allenatore di pallacanestro statunitense
- 1975 - Manuela Mucke, canoista tedesca
- 1975 - Michela Noonan, attrice italiana
- 1975 - Luigi Sartor, ex calciatore italiano
- 1975 - Martijn Spierenburg, tastierista olandese
- 1975 - Botond Storcz, canoista ungherese
- 1975 - Gerrit Terdenge, ex cestista tedesco
- 1975 - Yumi Yoshimura, cantante e attrice giapponese
- 1976 - Cristian Brocchi, ex calciatore, allenatore di calcio e dirigente sportivo italiano
- 1976 - Rodger Farrington, ex cestista britannico
- 1976 - Ǵorǵi Hristov, ex calciatore macedone
- 1976 - Piera Cassandra Maglio, ex calciatrice e allenatrice di calcio italiana
- 1976 - Kaya Malotana, ex rugbista a 15 e allenatore di rugby a 15 sudafricano
- 1976 - Andy Milonakis, attore, comico e rapper statunitense
- 1976 - Mike Petke, allenatore di calcio, dirigente sportivo e ex calciatore statunitense
- 1977 - Salvatore Davide Arena, carabiniere italiano
- 1977 - Jaŭhen Kapaŭ, ex calciatore bielorusso
- 1977 - Deltha O'Neal, giocatore di football americano statunitense
- 1977 - Laura Venturini, ex pallavolista italiana
- 1978 - Mactabene Amachree, ex cestista nigeriana
- 1978 - Federico Bollati, schermidore italiano
- 1978 - Omar Briceño, ex calciatore messicano
- 1978 - Pëtr Dubrov, cosmonauta russo
- 1978 - Sébastien Sansoni, ex calciatore e ex giocatore di beach soccer francese
- 1978 - Mirko Selak, ex calciatore croato
- 1979 - Valentina Aragonese, ex cestista cilena
- 1979 - Giulio Centemero, politico italiano
- 1979 - Otmane El Assas, ex calciatore marocchino
- 1979 - Tomáš Fenyk, ex calciatore ceco
- 1979 - Hugo Miranda, schermidore portoghese
- 1979 - Paulla, cantante polacca
- 1979 - Luis Amaranto Perea, allenatore di calcio e ex calciatore colombiano
- 1979 - Marco Quadrini, dirigente sportivo, allenatore di calcio e ex calciatore italiano
- 1979 - Raphael Schäfer, ex calciatore tedesco
- 1979 - Davide Simoncelli, allenatore di sci alpino e ex sciatore alpino italiano
- 1980 - Dariusz Brzozowski, batterista polacco
- 1980 - Kaaris, rapper francese
- 1980 - Lena Hall, attrice e cantante statunitense
- 1980 - Josh Kelley, cantautore e musicista statunitense
- 1980 - Zurab Menteshashvili, ex calciatore georgiano
- 1980 - Mr. Pete, attore pornografico statunitense
- 1980 - Rodrigo Pérez Ojeda, ex giocatore di football americano e allenatore di football americano messicano
- 1980 - Katell Quillévéré, regista e sceneggiatrice francese
- 1980 - Yandro Quintana, lottatore cubano
- 1980 - Álvaro Santos, allenatore di calcio e ex calciatore brasiliano
- 1980 - Axel Schreiber, attore tedesco
- 1980 - Giōrgos Vakouftsīs, ex calciatore greco
- 1980 - Wilmer Valderrama, attore statunitense
- 1980 - Cédric Varrault, allenatore di calcio e ex calciatore francese
- 1980 - Marlene Weingärtner, ex tennista tedesca
- 1980 - Angela Williams, velocista statunitense
- 1980 - Lee Zeldin, politico statunitense
- 1981 - Afonso Alves, ex calciatore brasiliano
- 1981 - Jonathan Bender, ex cestista statunitense
- 1981 - Dimităr Berbatov, ex calciatore bulgaro
- 1981 - Peter Crouch, ex calciatore inglese
- 1981 - Shontayne Hape, rugbista a 13 neozelandese
- 1981 - Mathias Lauda, ex pilota automobilistico austriaco
- 1981 - Valentyna Ljašenko, altista ucraina
- 1981 - Natalija Pyhyda, velocista ucraina
- 1981 - Michael San Nicolas, politico statunitense
- 1981 - Niall Sheehy, attore e cantante irlandese
- 1982 - Daniel Ricardo da Silva Soares, ex calciatore portoghese
- 1982 - DeSagana Diop, ex cestista e allenatore di pallacanestro senegalese
- 1982 - Antōnīs Giōrgallidīs, ex calciatore cipriota
- 1982 - Daiki Iwamasa, allenatore di calcio e ex calciatore giapponese
- 1982 - Luca Mattiucci, giornalista italiano
- 1982 - Nádson, ex calciatore brasiliano
- 1982 - Carlos Palacios, calciatore honduregno
- 1982 - Mads Toppel, ex calciatore danese
- 1982 - Cameron Wake, giocatore di football americano statunitense
- 1982 - Małgorzata Wojtkowiak, schermitrice polacca
- 1982 - Gilles Yapi Yapo, ex calciatore ivoriano
- 1983 - Richard Adjei, bobbista, giocatore di football americano e pallamanista tedesco († 2020)
- 1983 - Can Akın, allenatore di pallacanestro e ex cestista turco
- 1983 - Serhij Breus, ex nuotatore ucraino
- 1983 - Daniel Di Tomasso, attore canadese
- 1983 - Souleymane Diamoutene, ex calciatore maliano
- 1983 - Leandro Fernández, ex calciatore argentino
- 1983 - Vlatko Grozdanoski, ex calciatore macedone
- 1983 - Ľubomír Guldan, dirigente sportivo e ex calciatore slovacco
- 1983 - Sead Hadžibulić, ex calciatore serbo
- 1983 - Zack Hemsey, compositore e musicista statunitense
- 1983 - Ben Maher, cavaliere britannico
- 1983 - Marko Marović, ex calciatore serbo
- 1983 - Drake Maverick, ex wrestler britannico
- 1983 - Steve Morabito, ex ciclista su strada svizzero
- 1983 - Jessica Penne, artista marziale misto statunitense
- 1983 - Jake Rennie, calciatore grenadino
- 1983 - Cuthbert Victor, ex cestista americo-verginiano
- 1983 - Slavko Vraneš, ex cestista montenegrino
- 1984 - Kid Cudi, rapper, cantautore e attore statunitense
- 1984 - Murda, rapper olandese
- 1984 - Daniel González Calvo, calciatore cileno
- 1984 - Puja Gupta, modella e attrice indiana
- 1984 - Rui Miguel Marinho Reis, ex calciatore portoghese
- 1984 - Nosirbek Otaqo'ziyev, ex calciatore uzbeko
- 1984 - Curtis Sumpter, ex cestista e allenatore di pallacanestro statunitense
- 1984 - Tan Xue, schermitrice cinese
- 1984 - Jevon Tarantino, tuffatore statunitense
- 1984 - Manjula Wijesekara, altista cingalese
- 1984 - Junior dos Santos, artista marziale misto brasiliano
- 1985 - Gaye Su Akyol, cantante turca
- 1985 - Tomás Costa, ex calciatore argentino
- 1985 - Gisela Dulko, allenatrice di tennis e ex tennista argentina
- 1985 - Ximena Duque, attrice colombiana
- 1985 - Paulinho, ex calciatore portoghese
- 1985 - Miljan Jablan, calciatore serbo
- 1985 - Frank Jonke, ex calciatore canadese
- 1985 - Kevin Kiley, politico statunitense
- 1985 - Branislav Mitrović, pallanuotista serbo
- 1985 - Mike Nardi, ex cestista e allenatore di pallacanestro statunitense
- 1985 - Richie Porte, ex ciclista su strada australiano
- 1986 - Veronica Akselsen, cantante norvegese
- 1986 - Brody Angley, ex cestista statunitense
- 1986 - Lucas Biglia, ex calciatore argentino
- 1986 - Douglas de Oliveira, ex calciatore brasiliano
- 1986 - Léo Gamalho, calciatore brasiliano
- 1986 - Alex Harris, ex cestista statunitense
- 1986 - Jonathan Martins Pereira, ex calciatore francese
- 1986 - Vincent Millot, tennista francese
- 1986 - Jennifer Mischiati, attrice e modella italiana
- 1986 - Darryl Monroe, cestista statunitense
- 1986 - Asami Shimoda, doppiatrice giapponese
- 1986 - Szabina Tápai, pallamanista ungherese
- 1987 - Christoph Biedermann, ex calciatore liechtensteinese
- 1987 - Kristof Calvo, politico belga
- 1987 - Esther Good, ex sciatrice alpina svizzera
- 1987 - Sebastián Jaime, ex calciatore argentino
- 1987 - Valene Kane, attrice irlandese
- 1987 - Aleksandar Kosorić, calciatore bosniaco
- 1987 - Phil Lester, conduttore radiofonico e youtuber britannico
- 1987 - Becky Lynch, wrestler irlandese
- 1987 - Sanah Mollo, calciatrice sudafricana
- 1987 - Glynor Plet, ex calciatore olandese
- 1987 - Drake Reed, ex cestista statunitense
- 1987 - Jetmir Sefa, ex calciatore albanese
- 1987 - Guðmann Þórisson, ex calciatore islandese
- 1987 - Arda Turan, allenatore di calcio e ex calciatore turco
- 1987 - Dario Venitucci, calciatore italiano
- 1987 - Matthías Vilhjálmsson, calciatore islandese
- 1988 - Patricio Araujo, ex calciatore messicano
- 1988 - Keshia Baker, velocista statunitense
- 1988 - Achtam Chamrokulov, ex calciatore tagiko
- 1988 - Cătălin Doman, calciatore rumeno
- 1988 - Ildar Hafizov, lottatore uzbeko
- 1988 - Sanat Jumaxanov, calciatore kazako
- 1988 - Lance Kendricks, giocatore di football americano statunitense
- 1988 - Miguel Martínez, cestista libanese
- 1988 - Yéssica Mounton, modella colombiana
- 1988 - Ramūnas Navardauskas, ciclista su strada lituano
- 1988 - Hudson Rodrigues dos Santos, ex calciatore brasiliano
- 1988 - José Manuel Rueda, calciatore spagnolo
- 1988 - Jaŭhen Savasc'janaŭ, calciatore bielorusso
- 1988 - Léo, calciatore brasiliano
- 1988 - Martyna Synoradzka, schermitrice polacca
- 1989 - Amandine Albisson, ballerina francese
- 1989 - Matteo Andreoletti, allenatore di calcio e ex calciatore italiano
- 1989 - Alesja Babuškina, ginnasta bielorussa
- 1989 - Valentina Baldelli, cestista italiana
- 1989 - Janvier Besala Bokungu, calciatore della Repubblica Democratica del Congo
- 1989 - Jahvid Best, ex giocatore di football americano e velocista statunitense
- 1989 - Thomas Biesemeyer, ex sciatore alpino statunitense
- 1989 - Kylie Bunbury, attrice canadese
- 1989 - Michael Girasole, ex calciatore italiano
- 1989 - Gerard Granollers Pujol, tennista e allenatore di tennis spagnolo
- 1989 - Leonard Hankerson, giocatore di football americano statunitense
- 1989 - Kang Han-na, attrice sudcoreana
- 1989 - Kim Sang-kyum, snowboarder sudcoreano
- 1989 - Mike van der Kooy, ex calciatore olandese
- 1989 - Regina Kulikova, ex tennista russa
- 1989 - Tomás Mejías, calciatore spagnolo
- 1989 - Olivér Nagy, ex calciatore ungherese
- 1989 - Giacomo Nizzolo, ciclista su strada italiano
- 1989 - César Ortiz, ex calciatore spagnolo
- 1989 - Ana Camila Pirelli, multiplista paraguaiana
- 1989 - Josip Pivarić, ex calciatore croato
- 1989 - Leandro Sapetti, ex calciatore argentino
- 1989 - Christopher Schorch, ex calciatore tedesco
- 1989 - Dylan Stadelmann, ex calciatore svizzero
- 1989 - Franck Tabanou, ex calciatore francese
- 1989 - Khleo Thomas, attore e rapper statunitense
- 1989 - Jhornan Zamora, cestista venezuelano
- 1990 - Eduardo Alvarez, giocatore di baseball e ex pattinatore di short track statunitense
- 1990 - Birkan Batuk, cestista turco
- 1990 - Klaus Brandner, ex sciatore alpino tedesco
- 1990 - Kevan George, ex calciatore trinidadiano
- 1990 - Eiza González, attrice e cantante messicana
- 1990 - Luke Hancock, ex cestista statunitense
- 1990 - Romain Heinrich, bobbista e pesista francese
- 1990 - Andre Jones, cestista statunitense
- 1990 - Jaunius Juozaitis, giocatore di calcio a 5 e ex calciatore lituano
- 1990 - Kristián Kolčák, calciatore slovacco
- 1990 - Esom, attrice sudcoreana
- 1990 - Ismaïl Moalla, pallavolista tunisino
- 1990 - Jonas Nyberg, ex sciatore alpino svedese
- 1990 - Andy Rodríguez, calciatore spagnolo
- 1990 - Stephan Salger, calciatore tedesco
- 1990 - Nadia de Santiago, attrice e conduttrice televisiva spagnola
- 1990 - Luca Sbisa, ex hockeista su ghiaccio italiano
- 1990 - Pablo Tamburrini, ex calciatore cileno
- 1990 - Jake Thomas, attore statunitense
- 1990 - Eleonora Trivella, canottiera italiana
- 1990 - Waguininho, calciatore brasiliano
- 1991 - Jordan Aboudou, cestista francese
- 1991 - Lucas Albertengo, calciatore argentino
- 1991 - Pim Bouwman, calciatore olandese
- 1991 - Tristan Bowen, ex calciatore statunitense
- 1991 - Aneesh Chaganty, regista e sceneggiatore statunitense
- 1991 - Maïmouna Diarra, cestista senegalese
- 1991 - Ronnie Fernández, calciatore cileno
- 1991 - Laura Fortino, hockeista su ghiaccio canadese
- 1991 - Ryūtarō Iio, calciatore giapponese
- 1991 - Joanna Jóźwik, mezzofondista polacca
- 1991 - Patrick Lewis, ex giocatore di football americano statunitense
- 1991 - Darren Maatsen, calciatore olandese
- 1991 - Fulvio Risuleo, regista, sceneggiatore e fumettista italiano
- 1991 - Andrejs Siņicins, ex calciatore lettone
- 1991 - Travis Swanson, ex giocatore di football americano statunitense
- 1991 - Deniss Tjapkin, calciatore estone
- 1991 - Zach Triner, giocatore di football americano statunitense
- 1991 - Nursultan Tursynov, lottatore kazako
- 1991 - Bunjamin Šabani, calciatore macedone
- 1992 - Botuli Bompunga, calciatore congolese (Repubblica Democratica del Congo)
- 1992 - Bashaud Breeland, giocatore di football americano statunitense
- 1992 - Joseph Di Chiara, calciatore canadese
- 1992 - Jarryd Dunn, velocista britannico
- 1992 - Filip Đuričić, calciatore serbo
- 1992 - Branislav Fekete, giocatore di football americano serbo
- 1992 - Omar Gaber, calciatore egiziano
- 1992 - Abdelilah Hafidi, calciatore marocchino
- 1992 - Keith Hornsby, cestista statunitense
- 1992 - Tom Ince, calciatore inglese
- 1992 - Levente Jova, calciatore ungherese
- 1992 - Marie Massios, ex sciatrice alpina francese
- 1992 - KeBlack, rapper e cantante francese
- 1992 - Alexander Milošević, calciatore svedese
- 1992 - Matija Mišić, calciatore croato
- 1992 - Rafał Pietrzak, calciatore polacco
- 1992 - Kingsley Pinda, ex cestista francese
- 1992 - Jessica Wik, calciatrice svedese
- 1992 - Carlos Vallejos, cestista paraguaiano
- 1992 - Bryan Verboom, calciatore belga
- 1992 - Rachael Watson, nuotatrice australiana
- 1992 - Dario Đumić, calciatore bosniaco
- 1993 - Kate Bock, modella canadese
- 1993 - Veronica Dell'Olio, cestista italiana
- 1993 - Roberto Disma, attore, scrittore e drammaturgo italiano
- 1993 - Gabriel Esparza, calciatore argentino
- 1993 - Ivan Hladík, calciatore slovacco
- 1993 - Kaneko Ayano, cantautrice, modella e attrice giapponese
- 1993 - Aljaksandr Katljaroŭ, calciatore bielorusso
- 1993 - Maksym Lucenko, cestista ucraino
- 1993 - Katy Marchant, pistard britannica
- 1993 - Mikel Motos, cestista spagnolo
- 1993 - Ryan Regez, sciatore freestyle svizzero
- 1993 - Ruebyn Richards, taekwondoka britannico
- 1993 - Lasha Shindagoridze, ex calciatore georgiano
- 1993 - James Sinclair, ex cestista statunitense
- 1993 - Thitipoom Techaapaikhun, attore e conduttore televisivo thailandese
- 1994 - Danny Amankwaa, ex calciatore danese
- 1994 - Werenoi, rapper francese († 2025)
- 1994 - Matej Horvat, giocatore di calcio a 5 croato
- 1994 - Adrienne Jordan, calciatrice statunitense
- 1994 - Pedro Monteiro, calciatore portoghese
- 1994 - Filip Peliwo, tennista polacco
- 1994 - Carlos Peralta Gallego, nuotatore spagnolo
- 1994 - Carlos Rosario, calciatore portoricano
- 1994 - Sávio Valadares, giocatore di calcio a 5 brasiliano
- 1994 - Diego Valdés, calciatore cileno
- 1995 - Lucas Ahijado, calciatore spagnolo
- 1995 - Danielle Campbell, attrice statunitense
- 1995 - Juan Lebrón Chincoa, sportivo spagnolo
- 1995 - Souleymane Diarra, calciatore maliano
- 1995 - Urtzi Iriondo, calciatore spagnolo
- 1995 - Grégory Karlen, calciatore svizzero
- 1995 - Viktorija Komova, ex ginnasta russa
- 1995 - Ibrahim Koné, calciatore ivoriano
- 1995 - Jack Laugher, tuffatore britannico
- 1995 - Tyquan Lewis, giocatore di football americano statunitense
- 1995 - Marcos Llorente, calciatore spagnolo
- 1995 - Juan Felipe Osorio, ciclista su strada colombiano
- 1995 - Tomás Podstawski, calciatore portoghese
- 1995 - Alexander Purnell, canottiere australiano
- 1995 - Carlos Mario Rodríguez, calciatore colombiano
- 1995 - Jullian Taylor, giocatore di football americano statunitense
- 1996 - Douglas Abner, calciatore brasiliano
- 1996 - Corey Baird, calciatore statunitense
- 1996 - Juraj Bellan, ciclista su strada slovacco
- 1996 - Paweł Bochniewicz, calciatore polacco
- 1996 - Franz Brorsson, calciatore svedese
- 1996 - Dylan Carter, nuotatore trinidadiano
- 1996 - Martina Fusini, calciatrice italiana
- 1996 - Pharaoh, rapper russo
- 1996 - Arlington Hambright, giocatore di football americano statunitense
- 1996 - Jordan Heading, cestista australiano
- 1996 - Eero Hirvonen, combinatista nordico finlandese
- 1996 - Joca, calciatore portoghese
- 1996 - Vincenzo Lizzi, pugile italiano
- 1996 - Zoltán Lévai, lottatore ungherese
- 1996 - Ruka Norimatsu, calciatrice giapponese
- 1996 - Jack Rowe, mezzofondista britannico
- 1996 - Amanda Sirico, schermitrice statunitense
- 1996 - Jonielle Smith, velocista giamaicana
- 1996 - Malik Turner, giocatore di football americano statunitense
- 1996 - James West, mezzofondista britannico
- 1996 - Xiao Ruoteng, ginnasta cinese
- 1996 - Aleksandr Ėktov, calciatore russo
- 1997 - Mathias Bringaker, calciatore norvegese
- 1997 - Shaq Buchanan, cestista statunitense
- 1997 - Thomas Chabot, hockeista su ghiaccio canadese
- 1997 - Daniel de la Rúa, cestista spagnolo
- 1997 - Viktor Karl Einarsson, calciatore islandese
- 1997 - Christian Falocchi, altista italiano
- 1997 - Gianluca Grecchi, attore italiano
- 1997 - Lucy Hope, nuotatrice britannica
- 1997 - Ryōsuke Kojima, calciatore giapponese
- 1997 - Thomas MacKintosh, canottiere neozelandese
- 1997 - Victor Jamal Mitchell jr., giocatore di football americano statunitense
- 1997 - Unai Núñez, calciatore spagnolo
- 1997 - Luís Oyama, calciatore brasiliano
- 1997 - Alessandro Piccinelli, pallavolista italiano
- 1997 - Ward Pétré, pattinatore di short track belga
- 1997 - Christian Rozeboom, giocatore di football americano statunitense
- 1997 - Shim Suk-hee, pattinatrice di short track sudcoreana
- 1998 - Jesús Alberto Angulo, calciatore messicano
- 1998 - Marcus Vinicius D'Almeida, arciere brasiliano
- 1998 - Samuele Damiani, calciatore italiano
- 1998 - Stephan Drăghici, calciatore rumeno
- 1998 - Samuel Essende, calciatore congolese (Repubblica Democratica del Congo)
- 1998 - Daniel García García, cestista spagnolo
- 1998 - Grīgorīs Kastanos, calciatore cipriota
- 1998 - Sam Kersten, calciatore olandese
- 1998 - Luka Maisuradze, judoka georgiano
- 1998 - Thendo Mukumela, calciatore sudafricano
- 1998 - Ramazan Orazov, calciatore kazako
- 1998 - Jakub Otruba, ciclista su strada ceco
- 1998 - La'Mical Perine, giocatore di football americano statunitense
- 1998 - Rosa Chemical, rapper e cantautore italiano
- 1998 - Paulina Rümmelein, attrice e doppiatrice tedesca
- 1998 - Anton Terechov, calciatore russo
- 1998 - Lucas Silva, calciatore brasiliano
- 1999 - Sergej Borodin, calciatore russo
- 1999 - Caitlin Dijkstra, calciatrice olandese
- 1999 - Yassin Fortune, calciatore francese
- 1999 - Yalçın Kayan, calciatore turco
- 1999 - Viveca Lindfors, pattinatrice artistica su ghiaccio finlandese
- 1999 - Lucas Lópes, calciatore uruguaiano
- 1999 - Uerdi Mara, calciatore albanese
- 1999 - Elijah Molden, giocatore di football americano statunitense
- 1999 - Ivan Nagler, slittinista italiano
- 1999 - Andrea Norheim, calciatrice norvegese
- 1999 - Dmytro Riznyk, calciatore ucraino
- 1999 - Ibon Ruiz, ciclista su strada spagnolo
- 1999 - Aleksejs Saveljevs, calciatore lettone
- 1999 - Trey Sermon, giocatore di football americano statunitense
- 2000 - Benee, cantante e attrice neozelandese
- 2000 - Brenton Cox Jr., giocatore di football americano statunitense
- 2000 - Leon Felderer, slittinista italiano
- 2000 - Jovan Ilić, calciatore bosniaco
- 2000 - Yūji Nishida, pallavolista giapponese
- 2000 - Joel Soriano, cestista statunitense

## XXI secolo(47)
- 2001 - Curtis Jones, calciatore inglese
- 2001 - Kirill Klimov, calciatore russo
- 2001 - Li Jinyu, pattinatrice di short track cinese
- 2001 - Benjamin Markuš, calciatore sloveno
- 2001 - Dhoraso Klas, calciatore surinamese
- 2001 - Matthäus Taferner, calciatore austriaco
- 2001 - Trey Taylor, giocatore di football americano statunitense
- 2001 - Bobby Thomas, calciatore inglese
- 2001 - Mathías Tomás, calciatore uruguaiano
- 2001 - Alice Tubello, tennista francese
- 2001 - Li Xiuchen, sincronetta cinese
- 2001 - Vinicius Zanocelo, calciatore brasiliano
- 2001 - Nicol Zelikman, ginnasta israeliana
- 2002 - Marco Di Cesare, calciatore argentino
- 2002 - Taylor Harwood-Bellis, calciatore inglese
- 2002 - Alice Marchessault, ex sciatrice alpina canadese
- 2002 - Bijan Robinson, giocatore di football americano statunitense
- 2002 - Baptiste Sambuis, sciatore alpino francese
- 2002 - Issouf Sissokho, calciatore maliano
- 2002 - Tyla, cantante sudafricana
- 2002 - Chrīstos Tzolīs, calciatore greco
- 2003 - Kevin Alaniz, calciatore uruguaiano
- 2003 - Alexis Manyoma, calciatore colombiano
- 2003 - Chang Fukang, goista malaysiano
- 2003 - Leonardo Della Bianca, attore, doppiatore e musicista italiano
- 2003 - Saba Khvadagiani, calciatore georgiano
- 2003 - Mason McTavish, hockeista su ghiaccio canadese
- 2003 - Amen Thompson, cestista statunitense
- 2003 - Ausar Thompson, cestista statunitense
- 2003 - Calvin Twigt, calciatore olandese
- 2003 - Romeo Vučić, calciatore austriaco
- 2003 - André Vásquez, calciatore peruviano
- 2004 - Julián Fernández, calciatore argentino
- 2004 - Lennox Gautschi, giocatore di football americano svizzero
- 2004 - Richie Sagrado, calciatore belga
- 2004 - Lisa van Belle, ciclista su strada e pistard olandese
- 2005 - Omar Moreno, calciatore messicano
- 2005 - Santiago Sosa, calciatore argentino
- 2005 - Hashim ibn 'Abd Allah, principe giordano
- 2006 - Michał Gurgul, calciatore polacco
- 2006 - Kaique Kenji, calciatore brasiliano
- 2007 - Sydney Schertenleib, calciatrice svizzera
- 2007 - Zhang Zhijie, giocatore di badminton cinese († 2024)
- 2008 - Sara Ciocca, attrice e doppiatrice italiana
- 2008 - Nao Shirahase, nuotatrice artistica giapponese
- 2009 - Heyue Ji, sincronetta cinese
- 2010 - Xie Peiling, tuffatrice cinese

## Senza anno specificato(2)
- Jarboe, cantautrice e tastierista statunitense
- Claire Machin, attrice e cantante inglese